# Zsolt Hornyák
Zsolt Hornyák (ur. 1 maja 1973 w Štúrovie) – słowacki trener piłkarski i piłkarz grający na pozycji lewego obrońcy, pochodzenia węgierskiego. Młodzieżowy reprezentant Czechosłowacji i seniorski Słowacji. Od lipca 2019 roku jest pierwszym trenerem węgierskiego klubu Puskás Akadémia.

## Kariera klubowa
Swoją karierę rozpoczął w Slovanie Bratysława. Grał również w 1. FC Koszyce, Interze Bratysława, Dinamie Moskwa, AEP Pafos i FC Hlučín. Potem grał amatorsko w ASV Spratzern i FK Město Albrechtice. 

## Kariera reprezentacyjna
Rozegrał 4 spotkania w reprezentacji Czechosłowacji do lat 21. w 1992 roku.
W słowackiej kadrze A zadebiutował 15 listopada 2000 w towarzyskim meczu z Grecją (wygrana 2:0). Potem jeszcze dwukrotnie zagrał w reprezentacji w roku 2001.

## Kariera trenerska
Po zakończeniu kariery zawodniczej został trenerem. Karierę trenerską rozpoczął w Armenii, gdzie od 19 lipca do 30 listopada 2011 był asystentem trenera w Mice Erywań, którą następnie objął. W sezonie 2012/2013 zdobył z klubem wicemistrzostwo Armenii oraz Superpuchar Armenii.
W lipcu 2013 został trenerem Bananc Erywań. Poprowadził klub do mistrzostwa Armenii w sezonie 2013/2014. Było to historyczne, pierwsze mistrzostwo w historii klubu. Zdobył również Superpuchar Armenii 2014. 
W styczniu 2017 przeniósł się na Maltę, gdzie prowadził klub Mosta FC. Nie dokończył sezonu i po czterech miesiącach oraz dwunastu meczach został zwolniony. Okres na Malcie był dla niego nieudany, z drużyną zanotował bilans 2 zwycięstw, 1 remis i 9 porażek, co przełożyło się na średnią punktową 0,58 na mecz.
6 września 2017 podpisał kontrakt z Łucz-Eniergiją Władywostok. 22 grudnia 2017 zrezygnował z prowadzenia rosyjskiego klubu.
6 czerwca 2018 podpisał kontrakt ze Slovanem Liberec. Rozwiązał kontrakt z klubem w czerwcu 2019, jak powiedział - "z powodów osobistych". 
3 czerwca 2019 związał się z węgierskim klubem Puskás Akadémia.